# Манионги, Дурма
Дурма Дье-Саит Манионги Нкуанга (фр. Durma Dieu-Sait Maniongui Nkouanga; род. 4 февраля 2005, Браззавиль) — конголезский футболист, нападающий клуба «Аль-Хамрия».

## Карьера
Футбольную карьеру начинал в конголезских клубах «Патронаж Сент Анн» и «Джей Си де Талангай». В мае 2023 года перешёл в белорусский клуб «Энергетик-БГУ». Дебютировал за клуб 27 мая 2023 года в матче против брестского «Динамо». Дебютный гол за клуб забил 3 сентября 2023 года в матче против солигорского «Шахтёра». На протяжении сезона футболист был одним из основных игроков клуба, отличившись 2 забитыми голами. Завершил сезон футболист на итоговом предпоследнем месте в чемпионате, отправившись в стыковые матчи за сохранение прописки. По итогу стыковых матчей, в которых футболист не принимал участие, клуб уступил «Витебску» и вылетел в Первую лигу. В декабре 2023 года футболист покинул клуб из-за запрета на легионеров во втором белорусском дивизионе. В январе 2024 года футболист официально покинул белорусский клуб. В августе 2024 года на правах свободного агента присоединился к эмиратскому клубу «Аль-Хамрия».

## Международная карьера
В феврале 2023 года вместе с молодёжной сборной Республики Конго до 20 лет отправился на молодёжный кубок африканских наций. Дебютировал за сборную 23 февраля 2023 года против Уганды.